# Засадкі (Бродницький повіт)
Засадкі (пол. Zasadki) — село в Польщі, у гміні Сведзебня Бродницького повіту Куявсько-Поморського воєводства.
Населення — 195 осіб (2011).
У 1975-1998 роках село належало до Торунського воєводства.

## Демографія
Демографічна структура станом на 31 березня 2011 року:
|          | Загалом | Допрацездатний вік | Працездатний вік | Постпрацездатний вік |
| -------- | ------- | ------------------ | ---------------- | -------------------- |
| Чоловіки | 107     | 30                 | 65               | 12                   |
| Жінки    | 88      | 21                 | 49               | 18                   |
| Разом    | 195     | 51                 | 114              | 30                   |